# Copernicus (satellite)
Pour les articles homonymes, voir Copernicus.
Copernicus ou OAO-3 (Orbiting Astronomical Observatory 3) était un satellite destiné à l'observation dans les domaines de  l'ultraviolet et des rayons X. Lancé le 21 août 1972 et en service jusqu'en février 1981, il fut rebaptisé Copernicus pour le 500e anniversaire de naissance de l'astronome polonais Nicolas Copernic.
Résultat d'une collaboration entre la Nasa, le Science and Engineering Research Council (SERC) et deux universités anglaises, il constitue le plus abouti des satellites du programme Orbiting Astronomical Observatory.

## Histoire
Le satellite OAO-3, d'une masse de 2 150 kg, est lancé le 21 août 1972 par un lanceur Atlas Centaure. 
Copernicus collecte des spectres de haute résolution de centaines d'étoiles, galaxies et planètes. Entre 1972 et février 1981, il fournit 551 spectres d'objets célestes, principalement des étoiles brillantes.

## Instrumentation
- Un détecteur de rayons X construit par l'University College London's Mullard Space Science Laboratory ;
- Un télescope-spectromètre ultraviolet de 80 cm de diamètre, construit par la Princeton University.